# Tävlingsklass
Tävlingsklass är den kategori personer eller lag i sport eller annan verksamhet, som tävlar mot varandra. Tävlingsklasser kan bland annat definieras av kön, ålder (junior och senior), viktklass, handikapp-funktionshinder eller professionalitet (amatöridrottare och professionella idrottare). Indelningen görs för att åstadkomma tävlingsförhållanden som kan anses rättvisa, med t.ex. inte alltför stora skillnader i muskelmassa.
Tävlingsklasser efter kön förekommer i de flesta sporter. Undantag är flygsport, motorsport och ridsport där människan enbart styr ett fordon eller en häst. Det förekommer också att idrottare tävlar i par, antingen där parets gemensamma prestation bedöms ur estetisk synvinkel, som i dans och konståkning eller i sporter utan kroppskontakt där en person är aktiv åt gången (genom t.ex. förväntad bollkontakt), som tennis och bordtennis. Tävlingsklasser efter vikt förekommer i kampsporter och tyngdlyftning. 